# البيمارستان القيمري
البيمارستان القيمري أسسه سيف الدين القيمري عام 646هـ/ 1248م، وهو أمير معروف بشجاعته في القتال، ومات وهو يقاتل الصليبيين في نابلس عام 654هـ/ 1256 م. يدل بناء هذا المستشفى الكبير في حي الصالحية على درجة التطور العمراني للمنطقة ومدى الاستقلالية التي وصلت إليها منذ تأسيسها أواسط القرن الخامس/ الحادي عشر. استمر استعمال البيمارستان القيمري كمستشفى حتى الوقت الحالي.

## وصف البناء
تأثر مخطط البيمارستان القيمري بمخطط بيمارستان نور الدين الذي بني عام 548هـ/ 1154م داخل المدينة. والمخطط مربع، له أربعة أواوين مركزية، على كل منها مداخل إلى غرف أخرى.
مدخل البيمارستان مبني كلياً بطريقة الأبلق أي تناوب المداميك الملونة، وله قوس مزخرفة. حجارة الواجهة مربعة في حين أن الحجارة المكونة للقوس منحنية الشكل. ويتوج البوابة مقرنص فخم، وثلاثة أسطر من الزخارف الكتابية بالخط الثلث تعطي معلومات عن البناء والمشرف وطريقة تمويل البيمارستان.
بقيت أغلب الزخارف الجصية في الإيوان الجنوبي حتى اليوم بما فيها الرصائع، ويدور حول جدران الإيوان الثلاثة كتابة أنيقة بالخط النسخي تكرر الشهادة، أما الزخارف النباتية المتشابكة بين الأحرف فهي على درجة عالية من الإتقان، وتتضمن أزهار اللوتس بالإضافة على عناصر أخرى على الطريقة الصينية. يكشف هذا النوع من التزيين بداية الانتقال من التقشف الأيوبي إلى الطراز المملوكي المسرف في الزخرفة.
نظراً لدور المناظر الجميلة والمشاهد البانورامية في تسريع عملية الشفاء، تم تزويد جميع غرف البيمارستان المواجهة للجنوب بنوافذ تطل على مدينة دمشق وحدائق الصالحية.

## طريقة تأريخ المبنى
تم تأريخ المبنى بواسطة كتابة موجودة على طول المدخل تشير إلى بداية الإنشاء عام 646 (1248)، أما تاريخ الانتهاء فليس مقروءاً 65- (؟)، لكن تاريخ وفاة سيف الدين معروف، وهو عام 654/ 1256.

## روابط خارجية
- https://web.archive.org/web/20120729235143/http://aawsat.com//details.asp?section=44&article=688513&issueno=12297
- http://www.esyria.sy/edamascus/index.php?p=stories&category=todayimg&filename=201202131930032
- http://www.discoverislamicart.org/database_item.php?id=monument;ISL;sy;Mon01;9;ar&cp